# کانون راهنمایان گردشگری ایران
کانون انجمنهای صنفی کارگری راهنمایان گردشگری سراسر کشور (IFTGA)متشکل از ۲۲ انجمن (در حال حاضر انجمن صنفی کارگری راهنمایان قزوین منحل گردیده است)، 2 NGO و ۲ مؤسسه غیرتجاری از ۲۰ استان کشور؛ (شرقی)، (غربی)، (فارس)، (اصفهان)، (تهران)، (زنجان)، (کاشان بایگانی‌شده  در ۳۱ دسامبر ۲۰۱۶ توسط Wayback Machine)، (کرمان)، (مازندران)و … با ۳۰۰۰ عضو (راهنمای کارت دار، بدون کارت و بلد محلی)، تشکلی غیرانتفاعی است که برای هم‌افزایی فعالیت‌های اعضا و یکپارچگی و بهینه‌سازی اقدامات آنان در جهت بهره‌مندی از امکانات و فرصت‌ها به صورت مؤثر، شکل گرفته‌است. این کانون در ۳۰ اسفند ۱۳۹۱ در وزارت تعاون، کار و رفاه اجتماعی به ثبت رسید. این کانون عضو فدراسیون جهانی راهنمایان (WFTGA بایگانی‌شده  در ۱۷ فوریه ۲۰۱۰ توسط Wayback Machine) است.
تا به حال ۲۲ انجمن در کشور تشکیل و به عضویت کانون درآمده‌اند؛ هم‌چنین حدود 3000 راهنمای گردشگری از سراسر ایران عضو کانون هستند( هیچ سند رسمی برای اثبات این موضوع وجود ندارد)
حدود یک سال پس از تاسیس کانون انجمن‌های صنفی راهنمایان گردشگری ایران و شش ماه پس از عضویت آن در فدراسیون جهانی راهنمایان گردشگری، رییس فدراسیون به ایران سفر و در هفتمین گردهمایی راهنمایان گردشگری در استان کرمان حضور پیدا کرد؛ که قدمی بزرگ برای صنعت گردشگری ایران محسوب می‌شد. هنوز ( در سال ۱۴۰۳) اعلام نشده است که نتیجه یا نتایج این قدم بزرگ برای بخش گردشگری ایران چه بوده اند. 
اهداف کانون این گونه بیان می‌شود:
- حفظ حقوق و منافع قانونی اعضا
- دفاع از جایگاه شغلی راهنمایان گردشگری
- رفع مشکلات صنفی و رفاهی
- ارتقا سطح آموزش و ارتباط موثر با نهادهای دولتی و خصوصی در راستای تامین منافع

در سال‌های گذشته فعالیت‌های منسجمی به منظور بهبود وضعیت شغلی راهنمایان گردشگری صورت گرفته است. از جمله: تلاش برای بیمه راهنمایان گردشگری و افزایش نرخ دستمزد آن‌ها. حق بیمه راهنمایان توسط خود آنها پرداخت شده است. فقط در یک مقطع کوتاه دولت دوازدهم پرداخت ۲۳ درصد این مبلغ را برعهده گرفت. در دولت سیزدهم خود راهنمایان تمام هزینه حق بیمه را پرداخت کردند. بیمه تامین اجتماعی راهنمایان شامل حقوق بیکاری، از کارافتادگی، و دیگر مزایا نمی شود. این بیمه حداقل دستمزد را در نظر می گیرد و سطح تحصیلات، سختی کار، تعطیل کاری و دیگر قوانین کار را شامل نمی شود. 

## فعالیت‌ها

### فعالیت‌های صنفی
- تشکیل تعاونی راهنمایان گردشگری برای بهبود وضعیت مالی راهنمایان گردشگری در حالیکه تقریبا هیچ توری وجود ندارد.

### فعالیت‌های گردشگری
- برگزاری ۴ دوره گردهمایی سالانه در روز جهانی راهنمایان گردشگری[۳]
- همکاری در برگزاری مراسم روز جهانی جهانگردی و مشارکت در جشنواره مشارکت ملی گردشگری به عنوان داور

### فعالیت‌های بین‌المللی
- شرکت در کنوانسیون جهانی راهنمایان گردشگری در پراگ و پیروزی در کسب میزبانی کنوانسیون جهانی راهنمایان ۲۰۱۷ برای ایران[۴][۵]

هرگز مشخص نشد که این میزبانی چه انتفاعی برای گردشگری ایران داشته است.

### فعالیت‌های فرهنگی و زیست‌محیطی
- بزرگداشت و جشن صدسالگی منوچهر ستوده؛ ایران‌شناس و جغرافیدان بزرگ ایران[۶][۷]
- مشارکت در برگزاری سه دوره جشنواره سفرنگاری ناصرخسرو[۸]
- همکاری برای حفاظت از گونه‌های جانوری در معرض انقراض همچون یوزپلنگ آسیایی و درج تصویر گونه‌های جانوری روی لباس ورزشکاران تیم‌های ملی کشور و همچنین طراحی عروسک گونه‌های جانوری؛ چیتبال و … در حال انقراض و سفر آن‌ها به نقاط مختلف ایران و جهان به صورت نمادین[۹]
- حمایت از درنای سیبری در جریان برگزاری لیگ جهانی والیبال[۱۰]
- چاپ و انتشار مجله گیلگمش با موضوع میراث و گردشگری[۱۱]